# Single UNIX Specification
Single UNIX Specification (SUS) — общее название для семейства стандартов, которым должна удовлетворять операционная система, чтобы называться «UNIX» (заглавными буквами — название зарегистрированной торговой марки организации The Open Group). Разрабатывается и поддерживается Austin Group на основе предыдущих разработок IEEE и The Open Group.
Существует 4 основных версии спецификации, идентифицируемые порядковым номером от 1 до 4 (от SUSv1 до SUSv4). Имеются три официальные степени совместимости: UNIX 98 — система удовлетворяет SUSv2; UNIX 03 — удовлетворяет SUSv3; UNIX V7 — SUSv4 (старые стандарты — UNIX 93 и UNIX 95).

## Состав
Стандарт включает текст стандартов POSIX (IEEE 1003.1) и X/Open Curses, опираясь на стандарт C99 (ISO/IEC 9899:1999). Действующие редакции SUS состоят из следующих разделов:
- Базовые технические требования (Base specifications)
  - Основные определения (Base definitions, XBD)[4]
  - Системные интерфейсы (англ. System interfaces, XSH)[5]
  - Командная оболочка и утилиты (англ. Shell and utilities, XCU)[6]
  - Пояснения (англ. Rationale, XRAT)[7]
- X/Open Curses (XCURSES)[8]

## Версии

### SUSv1
В основу стандарта SUSv1 положен стандарт XPG4v2, к которому добавлены два других стандарта: X/Open Curses Issue 4 version 2 и X/Open Networking Service (XNS) Issue 4. В SUSv1 описывались исторические интерфейсы BSD, широко использовавшиеся на тот период в прикладных приложениях.
Операционные системы, соответствующие стандарту SUSv1, могли пройти сертификацию по стандарту UNIX 95.

### SUSv2
Стандарт SUSv2 был выпущен в 1997 году и представлял собой улучшенный вариант SUS. В основу нового стандарта лёг стандарт XPG5. В SUSv2 была добавлена поддержка стандартов POSIX.1b-1993, POSIX.1c-1996, и ISO/IEC 9899 1-й поправки (язык Си).
Соответствие стандарту SUSv2 является основным требованием для сертификации по стандартам UNIX 98, UNIX 98 Workstation и UNIX 98 Server.

### SUSv3
Стандарт SUSv3 был разработан в 2001 году и являлся объединением стандартов POSIX.1, POSIX.2 и SUS в единый документ. В основу стандарта положен POSIX 1003.1-2001, дополненный стандартом X/Open Curses, Issue 4, версии 2.
SUSv3 является основой стандартов UNIX 03 и UNIX 03 Server.

### SUSv4
Стандарт SUSv4 основывается на стандарте POSIX.1-2008 с добавлением стандарта X/Open Curses, Issue 7.
Соответствие стандарту SUSv4 является основным условием для сертификации операционной системы по стандарту UNIX V7, в котором в качестве опции указана поддержка управления доступом на основе ролей.

## Сертифицированные системы
По состоянию на 2022 год имеют действующий сертификат соответствия степени UNIX 03 системы AIX для CHRP-систем на архитектуре POWER (IBM), EulerOS для x86-64-машин Kun Lun (Huawei), HP-UX для IA64-систем Integrity (Hewlett Packard Enterprise), macOS для x86-64-компьютеров Mac (Apple). 
Ранее сертификатом обладали системы IRIX, Solaris, UnixWare, Tru64, z/OS, K-UX, OpenServer и ряд других. Уровню UNIX V7 на 2022 год соответствует только IBM AIX версии 7.

## Unix-подобные системы
Носить название «UNIX» имеют право только прошедшие сертификацию операционные системы, но многие операционные системы фактически соответствуют тем или иным версиям стандарта SUS; их принято называть «unix-подобными». Поставщики таких систем, в том числе BSD, OpenSolaris и Linux обычно не сертифицируют свои дистрибутивы из-за высокой цены на сертификацию и высокой скорости изменений в этих системах. Схожий стандарт LSB, используемый некоторыми Linux-системами, опирается на некоторые части SUS.
Тем не менее, сертификатом UNIX 03 обладали две версии дистрибутива Linux K-UX (Inspur), а на 2022 год этому уровню соответствует дистрибутив OpenEuler на основе CentOS для платформы Huawei Kun Lun.